# Double or Nothing (Big Sean e Metro Boomin)
| Recensione   | Giudizio |
| ------------ | -------- |
| Metacritic   | 54/100   |
| AllMusic     |          |
| HipHopDX     |          |
| HotNewHipHop | 74%      |
| Pitchfork    | 5,4/10   |
| Sputnikmusic |          |
| The 405      | 5,5/10   |

Double or Nothing è un album collaborativo tra il rapper statunitense Big Sean ed il produttore discografico statunitense Metro Boomin, pubblicato l'8 dicembre 2017 per le etichette discografiche GOOD Music, Def Jam Recordings, Republic Records, Universal Music Group e Boominati Worldwide. L'album presenta le apparizioni di Travis Scott, 21 Savage, 2 Chainz, Young Thug, Kash Doll e Swae Lee. La produzione dell'album invece è stata gestita principalmente da Metro Boomin stesso, insieme ad Earlly Mac, Pi'erre Bourne e Southside.
L'album è stato supportato dai singoli Pull Up n Wreck, in collaborazione con 21 Savage, e So Good, in collaborazione con Kash Doll.

## Performance commerciale
Double or Nothing, nella sua prima settimana dalla pubblicazione, ha debuttato alla posizione numero 6 della Billboard 200 ed alla posizione numero 2 della Top R&B/Hip-Hop Albums, vendendo 50.000 unità equivalenti ad album, di cui 10.000 in copia fisica.

## Tracce
Crediti adattati da Tidal.

Musiche di Metro Boomin, eccetto dove indicato.
1. Go Legend (feat. Travis Scott) – 4:28 (testo: Sean Anderson, Leland Wayne, Jacques Webster, Gerry Goffin, Michael Masser)
2. Big Bidness (feat. 2 Chainz) – 4:33 (testo: Anderson, Wayne, Tahueed Epps)
3. Who's Stopping Me – 3:33 (testo: Anderson, WayneEarl Taylor – musica: Metro Boomin, Earlly Mac)
4. Pull Up n Wreck (feat. 21 Savage) – 3:47 (testo: Anderson, Wayne, Shayaa Abraham-Joseph, Joshua Luellen – musica: Metro Boomin, Southside)
5. So Good (feat. Kash Doll) – 4:28 (testo: Anderson, Wayne, Arkeisha Knight)
6. Savage Time – 5:35 (testo: Anderson, Christopher Elliot Wayne, Webster)
7. Even the Odds (feat. Young Thug) – 3:46 (testo: Anderson, Wayne, Jeffery Williams)
8. In Tune – 4:15 (testo: Anderson, Wayne)
9. Reason (feat. Swae Lee) – 3:18 (testo: Anderson, Wayne, Khalif Brown, Jordan Jenks – musica: Metro Boomin, Pi'erre Bourne)
10. No Hearts, No Love – 3:45 (testo: Anderson, Wayne, Shuggie Otis)

Note
- Savage Time contiene parti vocali aggiuntive di Travis Scott.
- Even the Odds contiene parti vocali aggiuntive di Gucci Mane.

Campionature
- Go Legend contiene un campione di "Theme from Mahogany", eseguita da Diana Ross.
- Who's Stopping Me contiene un campione di Clarão da Lua", eseguita da Nazaré Pereira.
- In Tune contiene un campione di "Up Against the Wind", eseguita da Lori Perry.
- No Hearts, No Love contiene un campione di "Strawberry Letter 23", eseguita dai The Brothers Johnson.

## Formazione
Crediti adattati da Tidal.
Musicisti
- Chris Harrington – conduttore (traccia 10)
- The Atlanta Boys Choir – coro (traccia 10)

Comparto tecnico
- Gregg Rominiecki – registrazione
- Maximilian Jaeger – registrazione
- Kuldeep Chudasama – assistente alla registrazione (tracce 1, 4 e 6)
- Jim Caruana – registrazione (traccia 6)
- Miguel Scott – assistenza alla registrazione (traccia 9)
- Ethan Stevens – missaggio, registrazione (traccia 9)
- Joe LaPorta – mastering

Personale aggiuntivo
- Tyler Arnold – A&R
- Metro Boomin– A&R
- Sean Anderson – A&R
- Terese Joseph – A&R
- Sarah Rountree – manager
- Gunner Stahl – fotografia
- Jason Lee – cover foto
- Omar Rajput – direzione artistica
- Mike Carson – direzione cretiva

## Classifiche
| Classifica (2017)         | Posizione massima |
| ------------------------- | ----------------- |
| Belgio (Fiandre)          | 106               |
| Belgio (Vallonia)         | 199               |
| Canada                    | 15                |
| Francia                   | 164               |
| Norvegia                  | 32                |
| Nuova Zelanda             | 1                 |
| Regno Unito               | 96                |
| Stati Uniti               | 6                 |
| Stati Uniti (R&B/hip-hop) | 2                 |
| Svezia                    | 45                |